# De veghe în lanul de porumb 2: Sacrificiul final
De veghe în lanul de porumb 2: Sacrificiul final (titlu original: Children of the Corn II: The Final Sacrifice) este un film american de groază din 1992 regizat de David Price. Rolurile principale au fost interpretate de actorii Terence Knox, Ryan Bollman, Ned Romero și Paul Scherrer. Este o continuare a filmului De veghe în lanul de porumb din 1984 și începe imediat după evenimentele din primul film, concentrându-se în schimb asupra unui reporter și asupra fiului său care investighează evenimentele primului film.

## Distribuție
- Terence Knox - John Garret
- Paul Scherrer - Danny Garret
- Ryan Bollman - Micah
- Christie Clark - Lacey Hellerstat
- Rosalind Allen - Angela Casual
- Ned Romero - Frank / Red Bear
- Sean Bridgers - Jedediah
- Kristy Angell - Ruth

## Producție
Filmările au avut loc în perioada începutul primăverii - iulie 1991.  

## Primire
A avut încasări de 6.980.986 $ în SUA.